# Luis Abraham Delgadillo
Pour les articles homonymes, voir Delgadillo et Rivas.
Luis Abraham Delgadillo Rivas, né le 26 août 1887 à Managua et mort le 20 décembre 1961 dans la même ville, est un compositeur et un chef d'orchestre nicaraguayen.

## Biographie
Grâce à une bourse octroyée par le gouvernement du président José Santos Zelaya, il étudie au conservatoire de Milan. Il effectue ensuite plusieurs tournées en Amérique latine, puis est invité au Carnegie Hall de New York pour diriger quelques-unes de ses propres œuvres (1930).

### Hymne national
Le 16 décembre 1918, au Ministère de la Guerre, il chante avec les professeurs Carlos Ramírez Velásquez et Alberto Selva ce qui devient l'hymne national du Nicaragua, Salve a ti. Les paroles sont du poète Salomón Ibarra Mayorga et la musique a été adaptée d'un psaume liturgique par Delgadillo. L'hymne ne sera toutefois pas officiellement approuvé avant le 20 octobre 1939.

### Œuvres
Delgadillo a composé plusieurs opéras et symphonies, souvent inspirés du folklore nicaraguayen.
- El final de Norma, opéra, 1913
- Obertura Indiana, 1915
- Sinfonia indígena, 1921
- Sinfonia Incaica, 1926
- Diciembre em Havana, 1929
- Cantos escolares, 1932
- En el templo de Agat, 1937
- Teotihuacán, 1941
- Mabaltayán, opéra (livret d'Arana Sanoigo), 1942
- La rosa del paraiso, opéra, 1942
- La Cabeza del Rawi, ballet, 1942
- Tertulia de Correos, opéra, 1945
- Panchito y la rana, opéra, 1946
- Diciembre, suite
- Sinfonia Serrana

### Mort
Mort le 20 décembre 1961 à Managua, il est enterré à la «Rotonde des personnes illustres» du cimetière général de la ville.